# Igor Osypov
Igor Osypov (ukrainisch Ігор Осипов Ihor Ossypow; * 1988 in der Ukraine) ist ein ukrainischer Jazz- und Fusionmusiker (Gitarre, Komposition).

## Wirken
Osypov begann im Alter von zehn Jahren Gitarre zu spielen; zunächst interessierte er sich für Rockmusik, bevor er den Jazz entdeckte.
Er war sowohl in der ukrainischen als auch in der russischen Jazzszene aktiv, unternahm Konzertreisen durch diese Länder und nahm an großen Festivals teil. 2012 zog er nach Deutschland, wo er am Jazz-Institut Berlin bei Kurt Rosenwinkel studierte. Weitere Lehrer waren John Hollenbeck, Greg Cohen, Kalle Kalima, Gerard Presencer, Geoffroy de Masure, Tino Derado, Guilherme Castro und Javier Reyes.
Sowohl mit seiner eigenen Band, mit der er bisher zwei Alben vorlegte, als auch als Sideman in den Gruppen von Logan Richardson, Greg Cohen, Nasheet Waits, Olga Amelchenko, Dima Bondarev und Mia Knop Jacobsen tritt er europaweit auf. Mit dem Moka Efti Orchestra ist er auch im Soundtrack von Berlin Babylon zu hören.

## Preise und Auszeichnungen
Osypov erhielt 2015 mit dem Bondarev-Osypov Quintett den JIB-Jazz-Preis der Karl Hofer Gesellschaft.

## Diskographische Hinweise
- Dream Delivery (For Tune 2016, mit Wanja Slavin, Max Mucha, Moritz Baumgärtner)[2]
- Quintet I (Unit Records 2015, mit Logan Richardson, Elias Stemeseder, Martin Buhl, Jesus Vega, Kuba Gudz)[3]